# Lohmühle (Büren)
Die Bürener Lohmühle war eine Lohmühle am südlichen Stadtrand von Büren im Kreis Paderborn in Nordrhein-Westfalen, die durch die Wasserkraft der Afte angetrieben wurde. Sie befand sich etwa 500 Meter von der Altstadt entfernt an der heutigen Landesstraße L 549 nach Hegensdorf.

## Geschichte
Die Lohmühle gehörte zur Bürener Zunft der Weiß- und Lohgerber. Die Mühle wurde bis in das Jahr 1914 betrieben. Sie diente zum Weichmachen von Leder. Seit ihrer Aufgabe im Jahr 1914 verfiel die Mühle, so dass sie heute nicht mehr erhalten ist. Eine weitere Mühle wurde 300 Meter südlich entfernt gebaut, diese wurde als Bürener Sägemühle genutzt.